# Corenc
Corenc – miejscowość i gmina we Francji, w regionie Owernia-Rodan-Alpy, w departamencie Isère.
Według danych na rok 1990 gminę zamieszkiwało 3356 osób, a gęstość zaludnienia wynosiła 516 osób/km² (wśród 2880 gmin regionu Rodan-Alpy Corenc plasuje się na 263. miejscu pod względem liczby ludności, natomiast pod względem powierzchni na miejscu 1398.).